# Rhipidia (Rhipidia) neomelanaria
Rhipidia (Rhipidia) neomelanaria is een tweevleugelige uit de familie steltmuggen (Limoniidae). De soort komt voor in het Neotropisch gebied.